# Maizuru

Maizurua (舞鶴市 Maizuru-shi?) este un municipiu din Japonia, prefectura Kyoto.